# Șura Mică
Șura Mică (en hongrois : Kiscsűr, en allemand : Kleinscheuern) est une commune du județ de Sibiu en Roumanie.